# Prempeh II
Pour les articles homonymes, voir Prempeh.
Prempeh II (Otumfuo Nana Sir Osei Tutu Agyeman Prempeh II, vers 1892 - 27 mai 1970,) était le 14e Asantehene, ou roi des Ashantis. Il régna du 22 juin 1931 au 27 mai 1970.

## Biographie
Prempeh II est né en 1892 dans la capitale Kumasi. Il a quatre ans lorsque son oncle, Prempeh I (13e Asantehene), sa grand-mère maternelle, la reine Nana Yaa Akyaa, et d’autres membres de sa famille sont capturés et exilés aux Seychelles par les Britanniques en 1896. Prempeh I revient d’exil en 1924 et meurt en mai 1931, et Otumfuo Prempeh II est alors élu comme son successeur ; cependant, il est élu comme simple Kumasihene plutôt que Asantehene. En 1935, après des efforts acharnés de sa part, les autorités coloniales autorisent Prempeh II à prendre le titre d’Asantehene.
Lors de l'Asante Confederacy council de 1946, Prempeh II confirme l'abolition du clan Tana au terme de longues délibérations.
En 1949, Prempeh II contribue à la fondation du Prempeh College, un prestigieux pensionnat pour garçons à Kumasi, dans la région Ashanti. Il donne également un vaste terrain pour la construction de l’Université des sciences et de la technologie Kwame Nkrumah (KNUST), qui lui décerne en 1969 un doctorat honorifique en sciences. En octobre 1969, il est élu premier président de la Chambre nationale des chefs et, peu après, il est nommé au Conseil d’État.